# Kocjančičeva nagrada
Kocjančičeva nagrada (tudi Nagrada Alojza Kocjančiča) je nagrada, ki jo podeljujejo občine Piran, Izola in Koper za posebne dosežke pri oblikovanju kulturne podobe slovenske Istre.
Nagrada je poimenovana po Alojzu Kocjančiču, duhovniku in pesniku.

## Nagrajenci
- 1993 Rožana Koštjal
- 1994 Edelman Jurinčič
- 1995 Jože Pohlen
- 1996 Marjan Tomšič
- 1997 Alberto Pucer
- 1998 Luciano Kleva
- 1999 Janez Kramar
- 2000 Nada Morato
- 2001 Darjo Marušič
- 2002 Dušan Jakomin
- 2003 Zvest Apollonio
- 2004 Emil Zonta
- 2005 ni bila podeljena
- 2006 Nelda Štok Vojska
- 2007 Fulvia Zudič
- 2008, 2009 ni bila podeljena
- 2010 Saša Pavček
- 2011 Študijski krožek Beseda Slovenske Istre
- 2012-2019 ni bila podeljena
- 2020 Bert Pribac
- 2021-2022 ni bila podeljena
- 2023 Marino Kranjac
- 2024 Franjo Frančič[1]